# Синтіоана-де-Муреш
Синтіоана-де-Муреш (рум. Sântioana de Mureș) — село у повіті Муреш в Румунії. Входить до складу комуни Пенет.
Село розташоване на відстані 263 км на північний захід від Бухареста, 8 км на південний захід від Тиргу-Муреша, 71 км на південний схід від Клуж-Напоки, 130 км на північний захід від Брашова.

## Населення
За даними перепису населення 2002 року у селі проживали 1368 осіб.
Національний склад населення села:
| Національність | Кількість осіб | Відсоток |
| -------------- | -------------- | -------- |
| угорці         | 1206           | 88,2%    |
| румуни         | 156            | 11,4%    |
| цигани         | 6              | 0,4%     |

Рідною мовою назвали:
| Мова      | Кількість осіб | Відсоток |
| --------- | -------------- | -------- |
| угорська  | 1212           | 88,6%    |
| румунська | 156            | 11,4%    |